# Permin

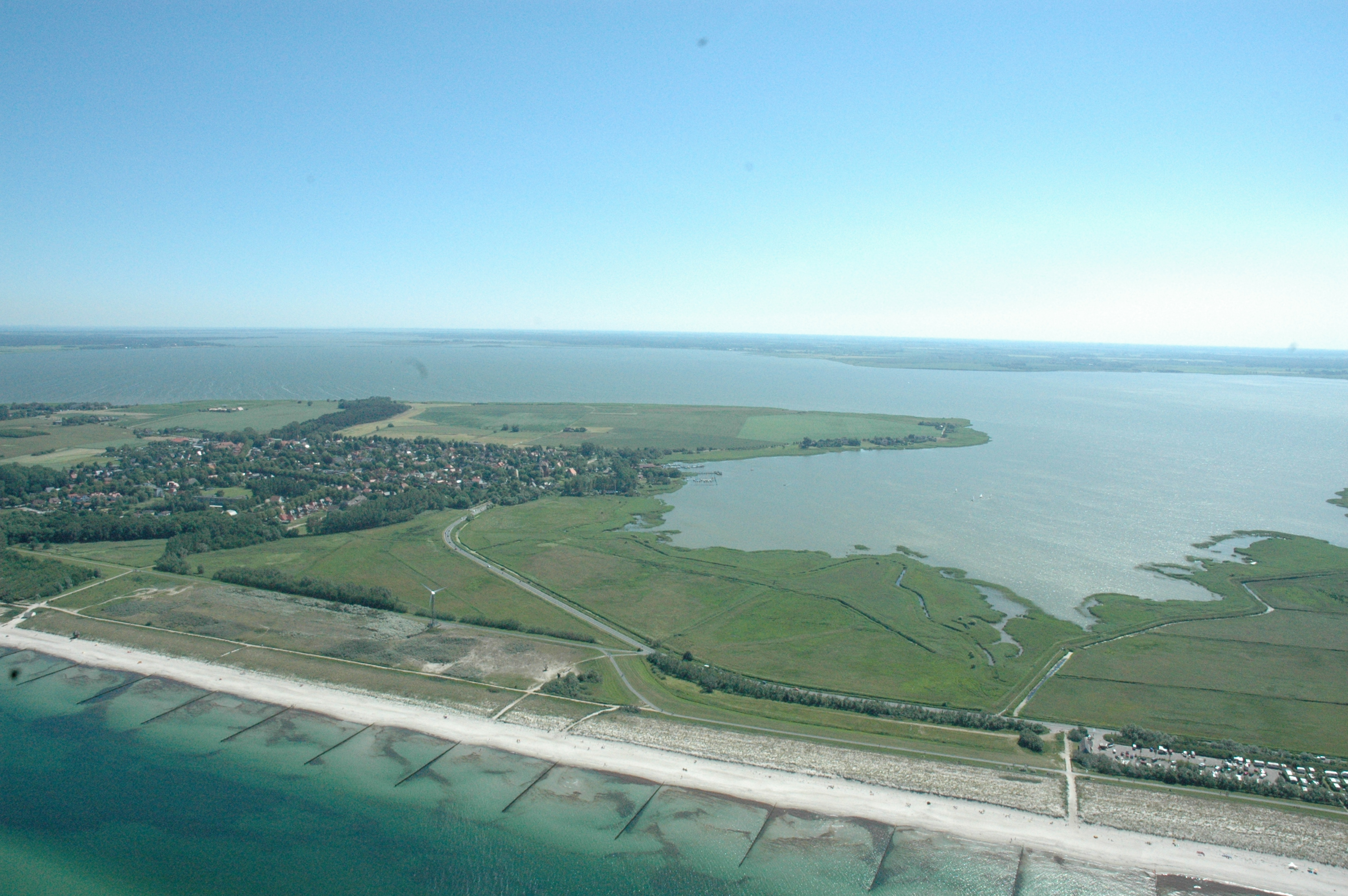
Luftbild des Permin

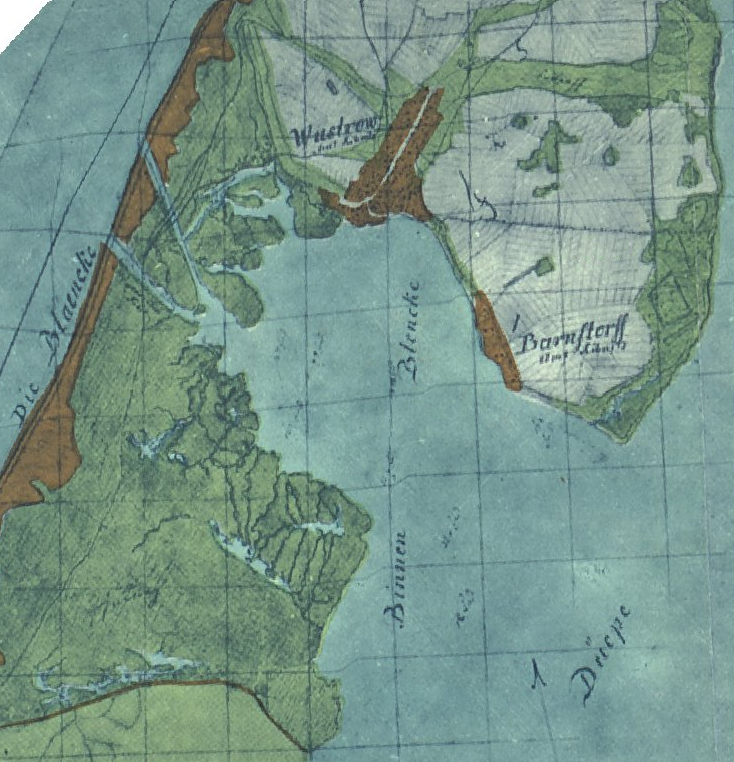
Wiebekingkarte mit Permin

Der Permin ist eine Bucht des Saaler Boddens südlich von Wustrow. Ursprünglich war der Permin ein Seegatt zwischen dem Saaler Bodden und der Ostsee. Er begrenzte gleichzeitig das Fischland im Süden.
Da der Permin im 13. und 14. Jahrhundert bei durchschnittlichen Wassertiefen um 2 bis 3 Meter schiffbar war, bildete er einen wichtigen Wasserweg für den Handel der Städte Ribnitz und Barth. Die Passierbarkeit wurde häufig durch Sturm und Versandung beeinträchtigt. Obwohl der Permin nur für kleinere Schiffe befahrbar war und vor allem von der regional ansässigen Bevölkerung mit kleinen, offenen Booten für Handelsfahrten genutzt wurde, sah die Hanse ihre Handelsprivilegien beeinträchtigt. Ende des 14. Jahrhunderts wurde zudem der Handel in der Ostsee erheblich durch die Vitalienbrüder gestört, die zeitweise von den mecklenburgischen Herzögen und dem pommerschen Herzog Barnim VI. unterstützt wurden. Die Vitalienbrüder nutzten den Permin und den Loop bei Ahrenshoop zur Fahrt in die Boddengewässer, die ihnen als Rückzugsgebiet und Versteck zwischen ihren Kaperfahrten dienten. 1392 oder 1393 hat die Hansestadt Rostock den Hafen von Ahrenshoop zerstört und den Loop „verdämmt“. Die Hansestadt Stralsund ließ 1400 im Permin drei Schiffe versenken, wodurch die Versandung der Durchfahrt beschleunigt wurde und die Schiffbarkeit endete. Damit waren gegen Ende des 14. und Anfang des 15. Jahrhunderts beide Verbindungen zwischen Bodden und See geschlossen. Ob nachfolgend eine Wiederöffnung erfolgte, ist nicht überliefert.
Erst 1625 wurde durch das Sturmhochwasser der Loop breit und tief aufgerissen, über den Permin erfährt man nichts, aber es kann angenommen werden, dass dieser noch schwächere Küstenabschnitt ebenfalls erheblich betroffen war.
Auf einer Karte des preußischen Militärkartografen Andreas August Rhode wird im Jahr 1761 der Permin als gänzlich geschlossen dargestellt (siehe Karte bei Loop).
In der Karte von Carl Friedrich von Wiebeking von 1786 wird der Permin als offen dargestellt, wobei aber die Darstellung eher der von Wasserausgleichsgräben ähnelt, als der von Schifffahrtswegen. Deshalb mag auch die Kartendarstellung von 1761 dieses Detail übergangen haben. 1835 werden die beiden Arme der Kartendarstellung von 1786 als „alter“ (unten) und „neuer“ (oben) Hafen gezeichnet, aber nicht als bis zur Ostseeküste durchgehend.
Beim Ostseesturmhochwasser 1872 entstand im Bereich des Permin ein Priel von 15 Metern Breite und 5 Metern Tiefe. Für die Verbindung zum Festland musste eine Notbrücke errichtet werden. Das nachfolgende Sturmhochwasser von 1874 wird diese Wirkung noch verstärkt haben. Bereits 1880 wird im Messtischblatt ein kompakter Deichbau mit Vordüne ersichtlich, nördlich des alten Permin sind erstmals Buhnenfelder geschlagen.
Vor 1920 wurde laut Messtischblatt ein erhöhter Straßendamm parallel zu Düne und Deich zwischen Wustrow und dem südlichen Festland gebaut. Damit wurde der ehemalige Permin zusätzlich abgeriegelt, auch der „neue Hafen“ wurde dabei zugeschüttet. Zu DDR-Zeiten wurde dann der boddenseitige Deich errichtet und damit auch eine rückseitige Überschwemmung verhindert.
Auch heute wird dieser Küstenabschnitt als bei Hochwasser stark gefährdet eingestuft, deshalb sind dort verstärkende Küstenschutzmaßnahmen vorgesehen.